# هيموروغي
هيموروغي' (神籬، "السور الإلهي") في المصطلحات الشنتوية هي المساحات المقدسة أو مذابح تستخدم للعبادة. في أبسط أشكالها. فهي مناطق مربعة مع الخيزران الأخضر أو شجر الساكاكي في الزوايا دون بنايات. مدعومة بحبال مقدسة تدعى شيميناوا مزينة بلافتات تسمى شيديه. يوضع فرع من الساكاكي أو بعض العصي الخضراء الأخرى في المركز لتكون بمثابة يوريشيرو، وهو تمثيل جسدي لوجود كامي.

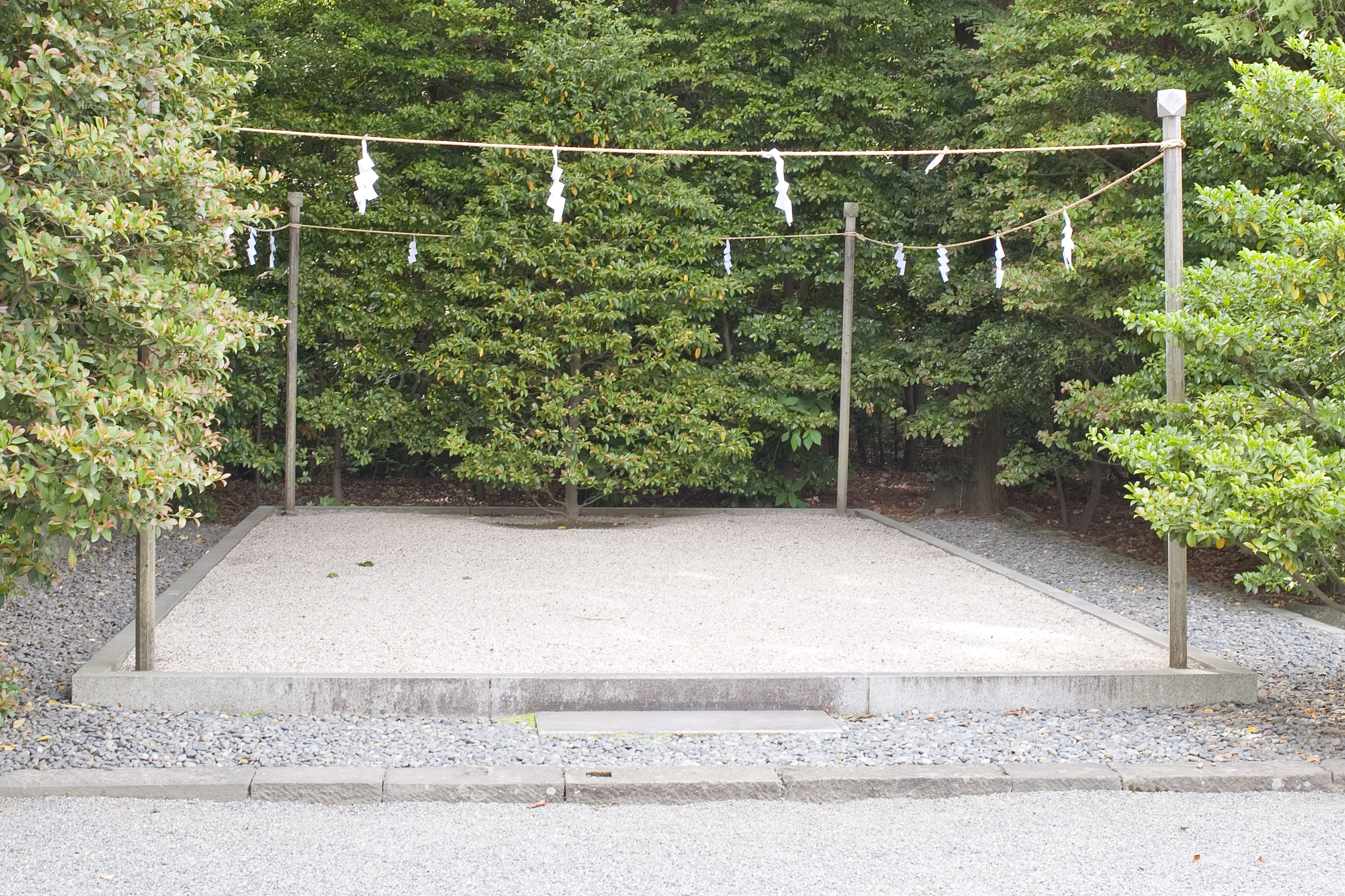
هيموروغي في تسوروغاوكا هاشيمانغو

خلال المهرجان الأزرق في كيوتو، فإن الهيموروغي هو عبارة عن مساحة مربعة محاطة بفروع خضراء وشجرة دائمة الخضرة في الوسط باعتبارها يوريشيرو.  يمكن أيضًا صنع الهيمووغي أكثر تفصيلًا بقطعة من القش على الأرض بها حامل احتفالي ذو 8 أرجل يسمى هوسوكو-آن (八足案) مزينبشميناوا وشعارات مقدسة.
أصل الكلمة غير واضح، لكنه ظهر فيالنيهون شوكي وفيالمان يوشو.  حيث يشير مصطلح «الهيموروغي» بالتساوي إلى «شجرة» النقطة المحورية وإلى الفضاء المقدس الذي يحيط بها، حيث يُعتبر كلاهما نقيا أو «غير ملوث».

تنتشر الهوموروغي في اليابان بشكل شائع في مواقع البناء، حيث يتم بعد الاستخدام يتركونها لفترة من الوقت قبل بدء العمل الفعلي. وتبنى لكاهن الشنتو، الذي يأتي ليبارك الموقع خلال احتفال جديد يسمى jichinsai (地鎮祭)

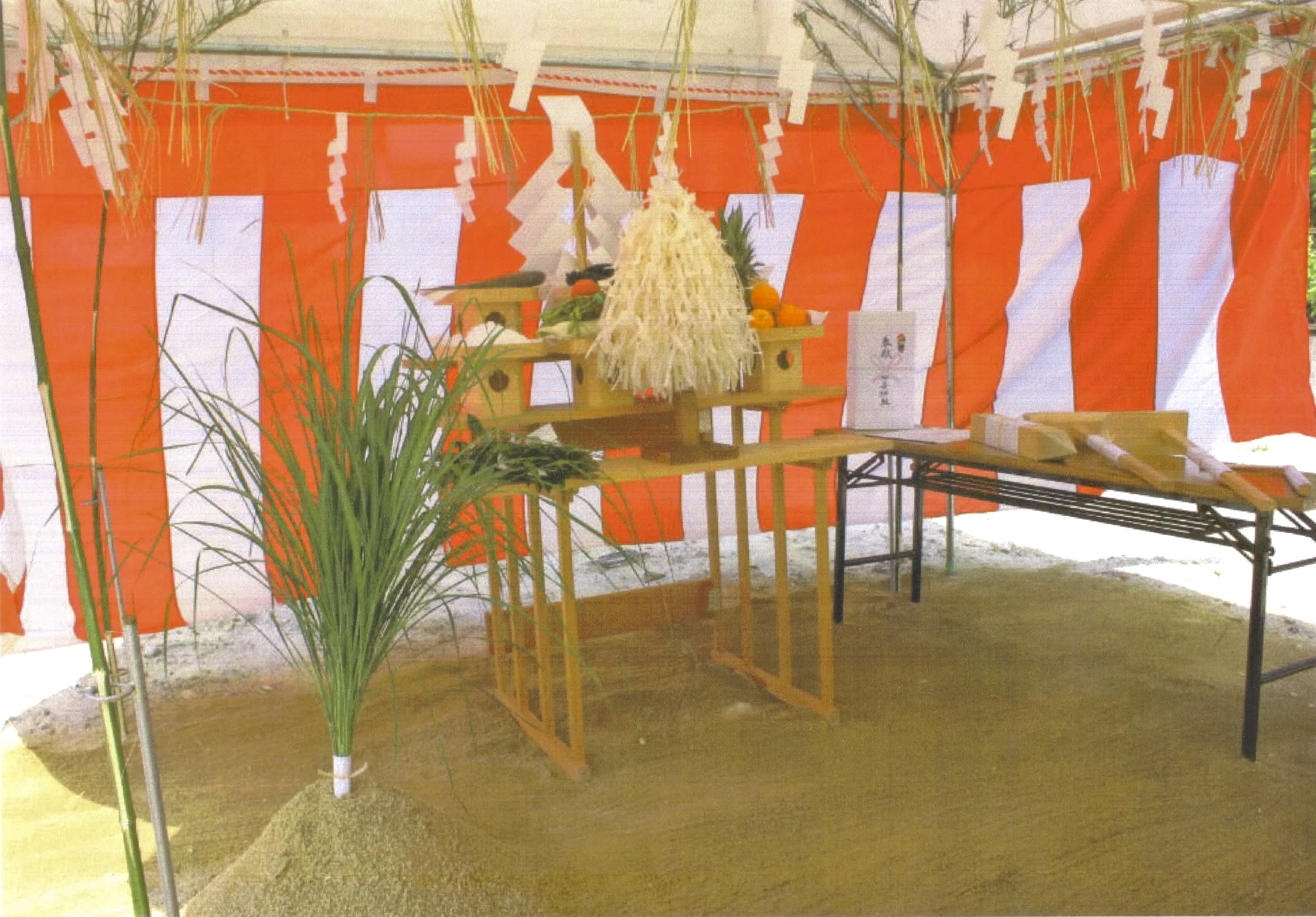
هوموروغي بني للجيشينساي